# Anton Manz von Mariensee

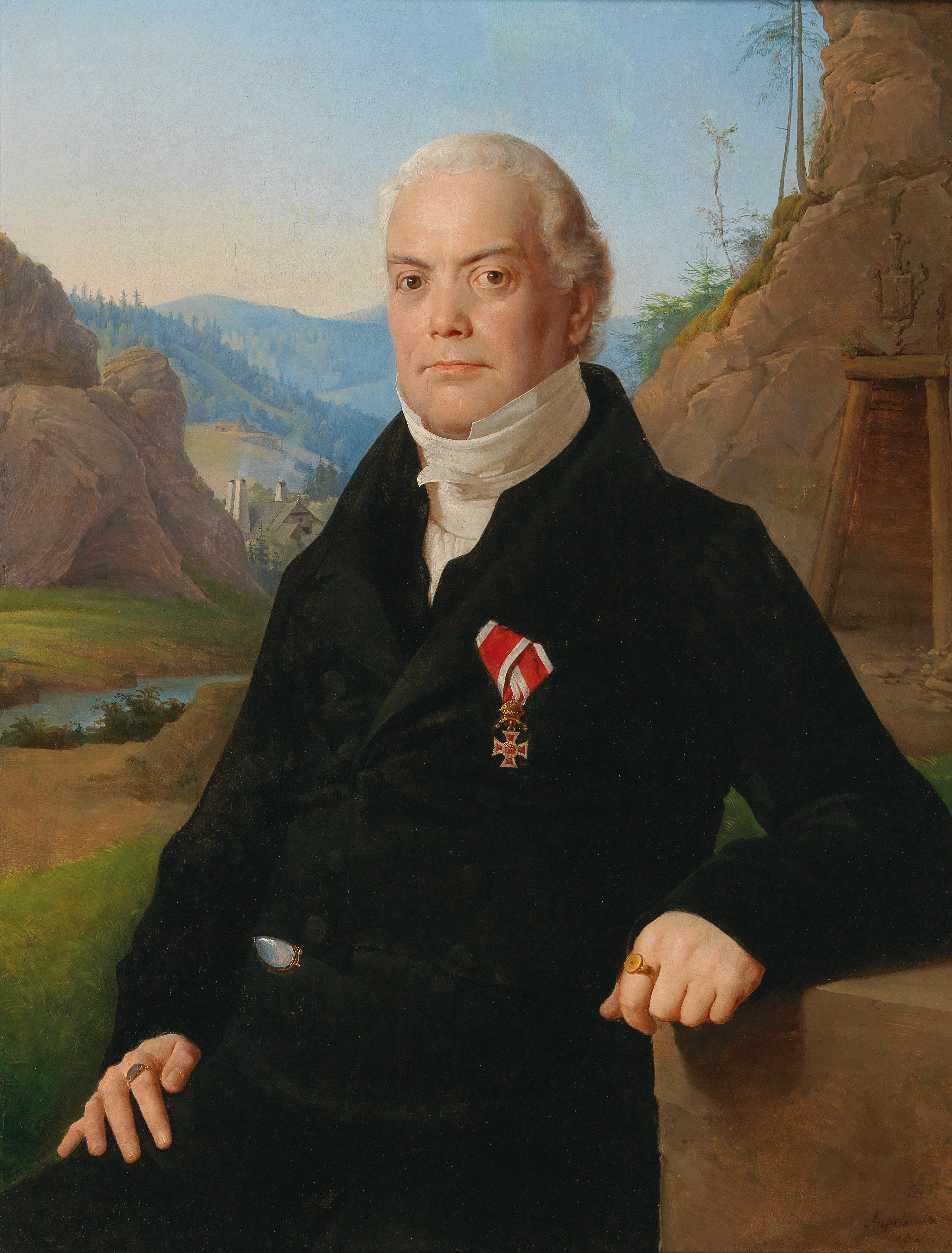
Anton Manz Ritter von Mariensee, Gemälde von Leopold Kupelwieser, 1826

Ritter Anton Manz von Mariensee (* 22. Februar 1757 in Mantua, Herzogtum Mailand; † 28. August 1830 in Ischl, Kaisertum Österreich) war ein österreichischer Montanindustrieller, Hauptmann und Pionier des Bergbauwesens in der Bukowina.

## Herkunft
Seine Eltern waren der Hauptmann Franz Anton Manz von Mariensee (* 1726) und dessen Ehefrau Anna de Vorinic.

## Leben
Manz Ritter von Mariensee besuchte die Bergakademie in Schemnitz. Nachdem er eine montanistische Ausbildung erhalten und anschließend in der Steiermark praktische Erfahrungen auf den Gebieten des Bergbaus und der Erzgewinnung gesammelt hatte, kam er 1796 in die Bukowina. Dort übernahm er 1796 die Grubenbetriebe und Eisenhämmer in Iacobeni, die zuvor erfolglos von dem 1782 gegründeten Gremium der „Mitglieder der besten Kreise des Landes“ geführt wurde. Es folgten 1801 das Silber- und Bleibergwerk in Cârlibaba, 1821 die Kupferbergwerke in Pozoritta und Luisenthal sowie die Steinkohlegruben in Kolomyja in Galizien. 1820 erreichten Manz von Mariensees Betriebe ihre wirtschaftliche Blüte. 1827 übergab er sie seinem Neffen Vinzenz Manz von Mariensee und zog sich nach Ischl zurück. Auf Manz Ritter von Mariensee gehen Gründungen verschiedener deutscher Siedlungen im Süden der Bukowina zurück, in denen er Bergleute aus Böhmen und aus der Zips ansiedelte.
Manz war mit Josepha Edle von Ebenau heiratet. Die Ehe blieb kinderlos. Erbe wurde daher der Neffe Vinzenz.

## Auszeichnungen
- Ritterkreuz des Leopoldordens (1817)
- Ehrenbürger von Bad Ischl[6]